# Mfinda

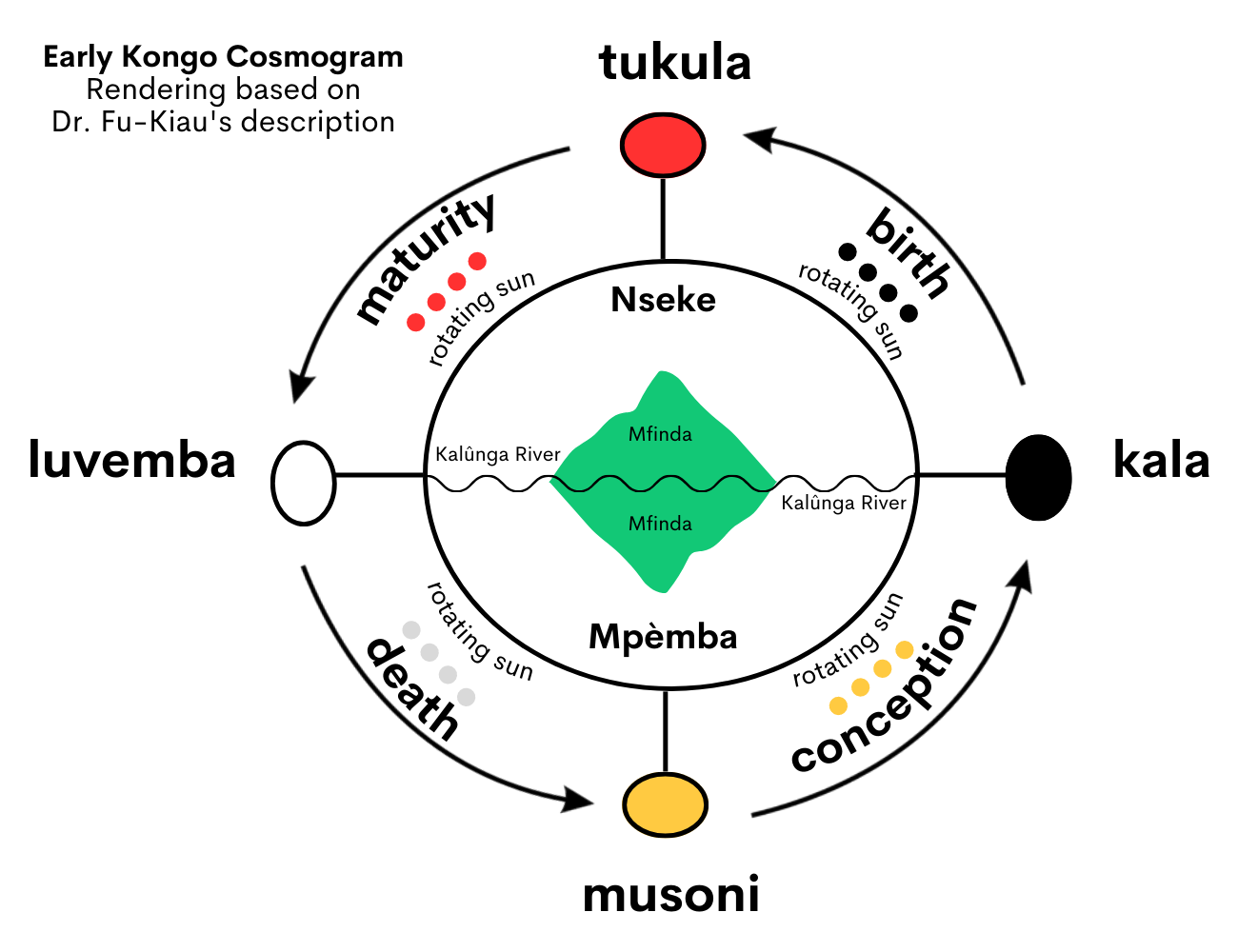
Esta representação do cosmograma congo é baseada em uma descrição de Busenki Fu-Kiau. Ela retrata o mundo físico conhecido como Nseke, o mundo espiritual (ancestral) conhecido como Mpémba, o rio Kalûnga que corre entre os dois mundos, os quatro momentos do sol e a mfinda (floresta) que conecta espiritualmente os dois mundos.

Mfinda é o conceito espiritual de floresta na religião do Congo .

## Conceito
A natureza é essencial para a espiritualidade do Congo. Embora os espíritos da natureza simbi (pl. bisimbi) mais tarde tenham tornado-se mais associados à água, ou kalûnga, também eram reconhecidos como habitantes da floresta, denominada mfinda (finda em hudu). O Reino do Congo utilizava-se o termo chibila, para designar bosques sagrados, onde esses espíritos florestais eram venerados. O Reino de Loango eram chamados de bakisi banthandu, ou espíritos da natureza selvagem. O Reino do Ndongo empregava o termo xibila (pl. bibila).
Os povos congo também acreditavam que alguns ancestrais habitavam a floresta após a morte, mantendo sua presença espiritual na vida dos descendentes. Acreditava-se que esses ancestrais específicos haviam morrido, viajado até Mpémba (o mundo espiritual) e renascido como bisimbi. Dessa forma, o Grande Mfinda era compreendido como um ponto de encontro entre o mundo físico e o mundo espiritual. Para os vivos, a floresta era fonte tanto de sustento físico — por meio da caça — quanto de alimento espiritual — através do contato com os ancestrais. Um dos principais estudiosos da religião congo, Busenki Fu-Kiau, chegou a descrever alguns cosmogramas pré-coloniais congo representando o mfinda como uma ponte entre esses dois mundos.

## Nganga
O mfinda também era o espaço onde sociedades secretas congo, como a Kinkimba e a Lemba, realizavam a iniciação de novos curadores espirituais. Esses curadores, conhecidos como banganga (singular: nganga), passavam por um treinamento rigoroso para se comunicarem com os ancestrais no mundo espiritual e buscar orientação. Os novos iniciados aprendiam a localizar os espíritos da natureza e estabelecer vínculos com eles. Após se tornarem oficialmente banganga, era seu dever procurá-los na floresta e venerá-los por meio de altares, árvores sagradas e minkisi (singular: nkisi). Em troca, o espírito ancestral ou da natureza transmitia conhecimentos ocultos, aconselhava o nganga ou lhe concedia poderes para cura e proteção. 

## Diáspora estadunidense
O conceito de mfinda como um espaço espiritual também se estabeleceu nas treze colônias inglesas por meio da escravidão transatlântica e ficou conhecido localmente como finda. Os descendentes de Bakongo viam a natureza selvagem como um símbolo de liberdade, mas também de tristeza. Como os primeiros Bakongo escravizados não tinham ancestrais deste lado do kalunga (que se tornou sinônimo do Oceano Atlântico), isso significava que eles não tinham laços de sangue com as novas terras para as quais foram transportados. Portanto, banganga não tinha como se conectar ao mundo espiritual. Para remediar isso, alguns Bakongo e Mbundu cometeram voluntariamente atos de suicídio sacrificial para que pudessem se tornar ancestrais ou simbi e conectar os vivos a Mpémba, o mundo espiritual. O finda então se tornou um espaço sagrado, onde avistamentos de espíritos "cymbee" eram frequentemente registrados por negros americanos . Hoje, o finda ainda é um elemento significativo no Hoodoo.